# Vlagtwedder-Veldhuis
Vlagtwedder-Veldhuis (53° 01′ N, 7° 08′ L) é uma cidade dos Países Baixos, na província de Groninga. Vlagtwedder-Veldhuis pertence ao município de Westerwolde, e está situada a 30 km, a norte de Emmen.
A área de Vlagtwedder-Veldhuis, que também inclui as partes periféricas da cidade, bem como a zona rural circundante, tem uma população estimada em 120 habitantes.